# حماية أطفال الشعوب الأصلية
يُمكن وصف حماية أطفال الشعوب الأصلية بأنها الخدمات المُصممة خصيصًا لحماية أطفال الشعوب الأصلية إذا كانوا يمثلون الأقلية في بلد ما. رُبما تختلف تلك الخدمات تبعًا للمستويات الاجتماعية، والثقافية، والقانونية، والدولية، وغيرها عن خدمات حماية الطفل المُتعارف عليها والسائدة. تُعتبر حقوق الإنسان الأساسية مصدرًا للعديد من الاختلافات. يُمكن أن تكون حماية أطفال الشعوب الأصلية شكلًا من أشكال التكامل والتميُّز لخدمات الاتجاه السائد، أو رُبما يُمارسها السكان الأصليون بشكل رسمي أو غير رسمي. كان هناك جدل حول الأساليب المنظمة للقضاء على أنظمة حماية الطفل المُطبقة على السكان الأصليين في المُجتمعات بعد الاستعمار.

## دوليًا
في النصف الثاني من القرن العشرين، اعتبرت الولايات المتحدة نزع الأطفال من آبائهم لإحداث تغيير جذري في الشعوب وثقافتها نوعًا من أنواع الاضطهاد والذي يرقى للإبادة الجماعية. ترتبط العديد من جوانب حماية أطفال السكان الأصليين بقانون حقوق الإنسان الدولي، بما في ذلك اتفاقية منع جريمة الإبادة الجماعية والمعاقبة عليها عام (1951)، والميثاق الدولي للحقوق المدنية والسياسية عام (1979). وإعلان عام (1986) المُرتبط بالمبادئ الأساسية والاجتماعية المُتعلقة بحماية وشؤون الأطفال، مع تنويه خاص لتعزيز التنشئة والتبني دوليًا ومحليًا. وإعلان الأمم المتحدة لعام (2007) بخصوص حقوق الشعوب الأصلية، والذي ينص على ما يلي:
«للشعوب الأصلية الحق الكامل في للعيش بحرية وسلام وأمن كشعوب مُستقلة، ولا يجب إخضاعها لأي نوع من أنواع الاضطهاد، أو أي شكل من أشكال العنف بما في ذلك انتزاع الأطفال من جماعة سكانية معينة إلى جماعة أخرى.» رُبما لم يكُن هذا الإعلان مُلزمًا لكنه على الأقل كان مُقنعًا حتى للدول التي صوتت ضده. في بعض البلدان، يبدو التعبير عن حماية أطفال الشعوب الأصلية مُتشابكًا مع العديد من القضايا المُتعلقة بحق تقرير المصير للشعوب الأصلية.

## محليًا
عادةً، لا يعترف القانون المحلي للبلد بمخرجات القانون الدولي إلا إذا نُصّ عليها في القانون المحلي. يُمكن أن يحدث هذا عن طريق تشريع قانوني صريح أو عن طريق حكم محكمة محلية مع مراعاة أن المعيار الدولي يعكس التقدم المجتمعي. وحتى دون نجاح دمج القوانين الدولية مع القوانين المحلية، فإن المعايير الدولية لها آثار سياسية على الدول التي تتبنى حقوق الإنسان بشكل فعّال. تظهر حقوق الإنسان بشكل واضح على البلدان التي استعمرتها أغلبية سكانيّة جديدة خلال القرون القليلة الماضية. نشأت في هذه الدول سياسة استيعابية للجميع، بغض النظر عن كيفية حدوث الاستعمار سواء أكان بالقوة كما حدث في الولايات المتحدة أو عن طريق معاهدة كما حدث في كندا ونيوزيلاندا. في نهاية القرن العشرين، استُبدلت السياسات الاستيعابية قانونيًا وسياسيًا بمبدأ تنسيب أطفال السكان الأصليين.

### أستراليا
في أستراليا، كان التماسك العائلي والعشائري عائقًا كبيرًا أمام سياسات الاستيعاب التي مارستها الحكومة على مدار قرن من الزمان. تقع مسؤولية التنسيب لرعاية أطفال الشعوب الأصليين على عاتق الدولة وعلى حكومات المناطق التي يسكنها السكان الأصليون في أستراليا. شُرع مبدأ التنسيب في أستراليا في نهاية سبعينيات وثمانينيات القرن الماضي، لكن كان اختلاف التشريعات لكل ولاية ومنطقة السبب في عدم القدرة على معرفة مدى فاعلية هذا المبدأ الذي انتهجته الحكومة. فضلت الأسر والعائلات من السكان الأصليين اتخاذ أي ترتيبات غير رسمية لتربية أبنائهم كأفراد داخل عشائرهم المُمتدة. كان هذا بسبب نقص الثقة في النظام الذي كان واحدًا من أسباب نقص مقدمي الرعاية لأطفال السكان الأصليين في معظم الولايات الأسترالية.